# 김나래 (배우)
김나래(1984년 5월 20일 ~ )는 대한민국의 배우이다.

## 출연작

### 드라마
- 2003년 MBC 미니시리즈 《호텔리어》 ... 제니(신동희) 역

### 뮤직비디오
- 2002년 태사자 - Again

### CF
- 2000년 매일유업 까페라떼